# Jaume Forner

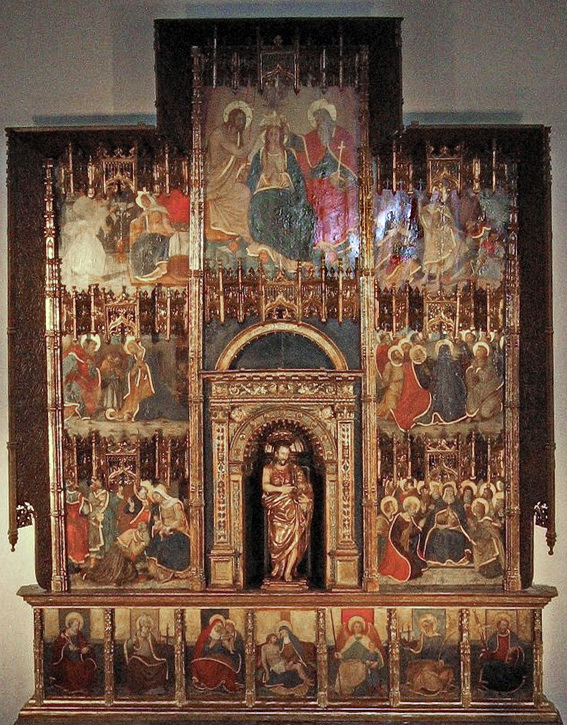
Retablo de San Juan de Sitges, 1544

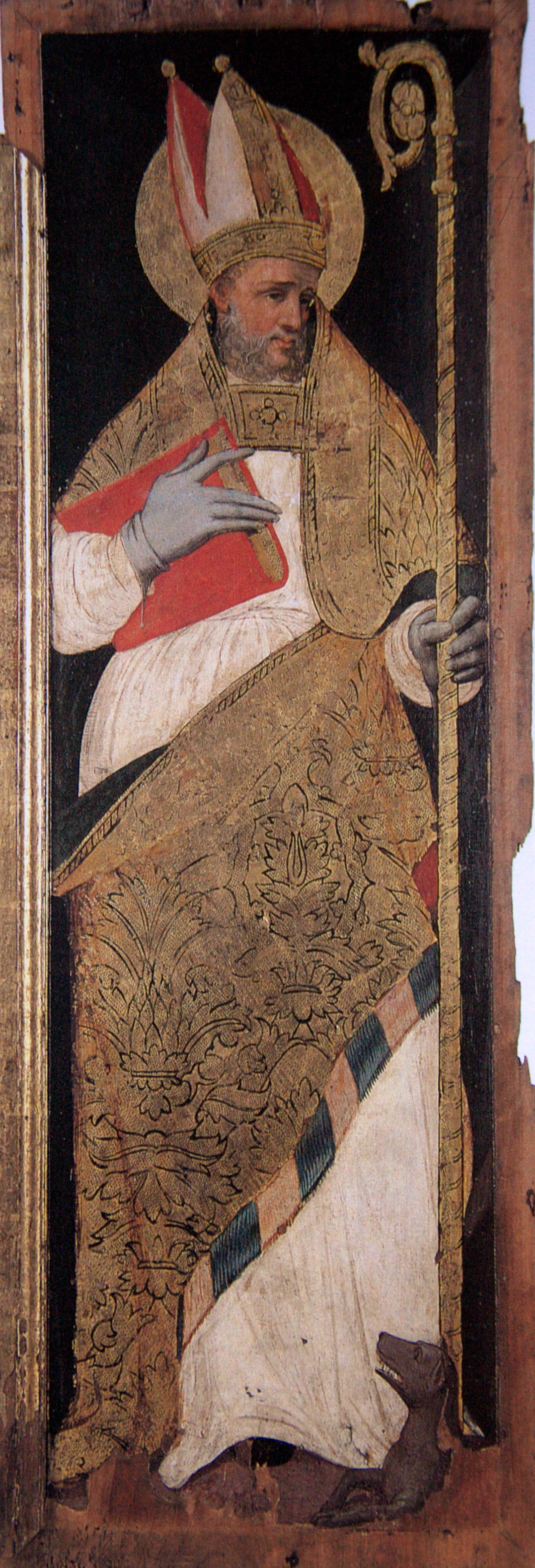
San Lupo, posible obra de Forner. Museo Diocesano de Barcelona

Jaume Forner (Rosellón, c.1500? - Barcelona, c.1557), fue un pintor rosellonés, activo en Perpiñán entre 1516 y 1527, y Barcelona durante el segundo tercio del siglo XVI. Su estilo es plenamente renacentista, con algunos rasgos arcaizantes que lo hacen más popular. 

## Biografía
Estuvo casado con Catherina y tuvieron dos hijos, Magdalena y Bartomeu Forner, Bartholomeus Forner, pictor, civis Barchinone, también pintor, documentado en 1565 a propósito de la venta de una pensión vitalicia viularium y de una procura.
Mencionado en Perpiñán en 1516, se trasladó a Barcelona en un momento que era punto de viaje de muchos pintores extranjeros. Sus encargos estaban inicialmente situados en la zona cercana a Barcelona, Maresme, Vallès, etc., pero a partir de 1550, después de la muerte de Perot Gascó, activo en Vich, recibió nuevos encargos de la zona de Osona.

## Trayectoria
La trayectoria de Jaume Panadero representa un puente entre la cultura pictórica de los primeros años del siglo XVI y la década de 1650. El retablo de María del priorato de Marcevol de 1527, única obra conservada del período rosellonés, muestra una interesante personalidad artística en el contexto local. El retablo mayor de la iglesia parroquial de San Julián de Argentona hecho en sociedad con Antoni Ropit y Nicolau de Credença, actualmente destruido, manifestaba todavía un lenguaje expresivo basado principalmente en los grabados de Durero. Pero la inquietud de Forner por actualizar y renovar su lenguaje se detecta en el retablo de Santa Agnès de Malanyanes, del año 1535, y se confirma con el retablo del santuario del Vinyet de Sitges. En esta obra, Forner, hace un uso sistemático de los modelos rafaelescos, divulgados a través de las estampas de Marcantonio Raimondi. A partir de la década de 1550 colaboró regularmente con Pietro Paolo de Montalbergo en la Plana de Vich, donde contribuyó también a la difusión de los estilos y modelos «romanistas» que habían arraigado en los principales talleres de Barcelona, y conservar los modelos de Durero, como en el retablo de San Vicente de Malla, pintado por su socio, el italiano Montalbergo.

## Obra
- 1524 retablo de Santa Petronila de la Catedral de San Juan Bautista de Perpiñán
- 1527 predela y las tablas centrales del retablo del Priorato de Marcevol, Vinça. Actualmente, sólo la predela conserva el estilo original. El resto fue transformado en el siglo XVII.[4]
- 1524-31 colabora con Nicolau de Credença y Antoni Ropit en el retablo de San Julián de Argentona, destruido el 22 de julio de 1936.[5]
- 1531 retablo para la Lonja de Mar de Barcelona en colaboración con Martín Díez de Liatzasolo.[5]
- 1531 retablo de San Román de la parroquia de Llec Hospitalet de Llobregat
- 1536 retablo de Santa Agnès de Malanyanes (actualmente en el Museo Diocesano de Barcelona).[5]
- 1544 retablo de la Concepción para el santuario del Vinyet de Sitges. En 1915 se trasladó a la capilla del Hospital de San Juan de Sitges construido por Josep Font i Gumà y se cambió la talla central de una Virgen por un San Juan, patrón del nuevo hospital. El retablo de 4,7 x 3,5 metros fue restaurado el año 2009.[6]
- 1552 contrató la pintura del retablo de la capilla de la Concepción, de los Claustros Nuevos para la Catedral de Vich.[2]
- 1553 contratos con Joan Eriçò el retablo del altar mayor de San Pedro de Octaviano, que no terminó.
- 1554 retablo de la iglesia de Sant Vicenç de Malla. Pietro Paolo de Montalbergo lo subcontrató para hacer el dorado.
- 1554 retablo de San Juan de la iglesia monástica de la Virgen del Carmen de Vich, donde pintó las dos calles laterales y las pulseras.[2]
- 1555 se comprometió a pintar el retablo para San Esteban de Vila-setrú, Manlleu.[2]
- 1557 retablo de la iglesia de Tagamanent junto con Pietro Paolo de Montalbergo por el que cobraron 200 libras barcelonesa.[7]

Estos encargos en la zona del río Congost, hacen que Rafael Cornudella le atribuya la tabla de San Lupu de la iglesia parroquial de Figaró-Montmany que hoy se conserva en el museo Diocesano de Barcelona.

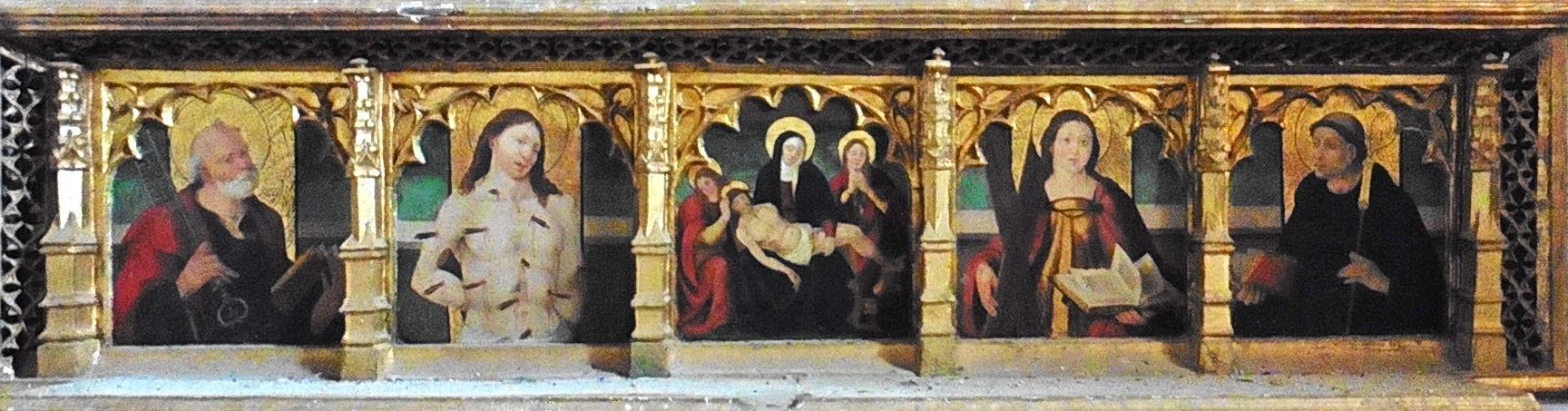
Predela del retablo del Priorato de Marcevol. Museo Diocesano de Barcelona.